# Ritchie Torres
Ritchie John Torres (New York City, New York, 1988. március 12. –) amerikai demokrata politikus, 2021 óta New York állam 15. választókerületének képviselője az Egyesült Államok kongresszusának alsóházában.

## Életpályája
Torres 1988-ban született egyedülálló édesanyja három gyermekének egyikeként. Anyja fekete amerikai, apja pedig, aki nem volt jelen Torres gyermekkorában, Puerto Ricóból származik. Gyerekkorában államilag korlátozott árú lakásban nőtt fel, ami elmondása szerint tele volt penésszel és káros hatású ólommal, fűtés és melegvíz pedig nem volt mindig elérhető télen. Gimnazista korában bújt elő melegként. A Herbert H. Lehman Gimnáziumba járt, onnan 2006-ban érettségizett. Teljesítette a Coro nonprofit szervezet programját, amely gimnazistákat készít fel a közszolgálatra.  Egyetemi tanulmányait a New York Egyetemen kezdte, bár nem fejezte be, depressziós lett és egy évvel később, 2007-ben elhagyta az intézményt. Ezután Jimmy Vacca városházi képviselőnek kezdett dolgozni, a politikus lakhatási igazgatójaként tevékenykedett.
2013-ban megválasztották New York City városházába a 15. választókörzetéből, így 25 évesen ő lett a legfiatalabb, valamint az első LMBTQ személy, aki a körzetet valaha képviselte. A városháza képviselőinek tagjaként segített megnyitni a Bronx első menhelyét LMBTQ fiataloknak, és beszerzett egy 3 milliárd dolláros támogatást a város számára, miután a Sandy hurrikán tovább rombolta az amúgy is rossz állapotban lévő államilag támogatott lakások hatóságának épületét. 
2020-ban indult New York állam 15. körzetének képviselőségéért, miután a körzetet 16 terminuson keresztül képviselő politikus, Jose Serrano bejelentette, hogy nyugdíjba vonul. Torres az előválasztást 9 demokrata ellenfele ellen könnyen nyerte meg, a szavazatok 32 százalékát szerezte meg, az általános választáson pedig tarolt a szavazatok 88 százalékával, ellenfele, a republikánus és a konzervatív párt jelöltje, Patrick Delices csupán 11 százalékot szerzett. A 2022-es általános választásokon pedig, miután nem volt ellenfele az elővélasztáson, legyőzte ellenfelét, a republikánus Stylo A. Sapaskist.

## Politikája
Torres tagja a Kongresszusi Progresszív Kaukusznak. Kampányweboldala szerint a számára legfontosabb politikai ügyek a megfizethető lakhatás, mely a politikus szerint minden amerikainak jár, a minimálbér megemelése óránként 15 dollárra, a rasszalapú gazdasági különbségek kijavítása, valamint az oktatás minőségének javítása.